# طالب القرة غولي
طالب القرغولي ، (1939 - 2013) موسيقار وملحن عراقي من مواليد ناحية النصر التابعة لمدينة الناصرية.

## وفاته
توفي طالب القرغولي قبل ظهر يوم الخميس 16 مايو 2013 في مستشفى الحسين بمدينة الناصرية بعد صراع طويل مع مرض السكري واقيم له عزاء في مدينته الأم ناحية النصر الذي حظره الكثير من أبناء جيله واصدقائه منهم حسين نعمة وياس خضر وغيرهم. فيما غاب الحضور الحكومي المتمثل بوزارة الثقافة والحكومة المحلية لذي قار. وكان القرغولي قد دخل مستشفى الحسين في اليوم السابق ليوم وفاته بعد تعرضه لوعكة صحية حادة وفارق الحياة قبل ظهر اليوم التالي بعد ان تعرض في وقت سابق لبتر ساقه اليمنى.

## ابرز أغانيه
- حاسبينك (غناها الدكتور فاضل عواد)
- كذاب
- تكبر فرحتي
- أتنه أتنه
- روحي
- البنفسج
- آنة وأنت
- هذا آنه وهذاك أنت
- راجعين
- عزاز (غناها ياس خضر)
- آنه من حبيت
- حنيت الك بالحلم
- يا حبيبي
- يا طير الشوق
- وداعاً يا حزن
- تعال لحبك
- يا روحي چذاب الهوى
- ماهو منه يا وطنا - فرقة الإنشاد العراقية
- عراق الكرامة - سميرة سعيد
- عجيد القوم - سوزان عطية
- سيدي وعونك احنا - عماد مجدي
- سيدي شكد أنت رائع - ياس خضر
- بغداد أم الثائرين - وردة الجزائرية